# Cádiz Club de Fútbol 2022-2023
Questa voce raccoglie le informazioni riguardanti il Cádiz Club de Fútbol nelle competizioni ufficiali della stagione 2022-2023.

## Maglie e sponsor
| Casa | Trasferta |

Fornitore tecnico: Macron

## Rosa
In corsivo i calciatori ceduti durante la stagione .
| N. |                         | Ruolo | Calciatore           |
| -- | ----------------------- | ----- | -------------------- |
| 1  | Argentina (bandiera)    | P     | Jeremías Ledesma     |
| 2  | Spagna (bandiera)       | D     | Joseba Zaldúa        |
| 2  | Spagna (bandiera)       | D     | Raúl Parra           |
| 3  | Spagna (bandiera)       | D     | Fali                 |
| 4  | Spagna (bandiera)       | C     | Rubén Alcaraz        |
| 5  | Senegal (bandiera)      | D     | Mamadou Mbaye        |
| 6  | Spagna (bandiera)       | C     | José Mari (capitano) |
| 7  | Spagna (bandiera)       | A     | Rubén Sobrino        |
| 8  | Spagna (bandiera)       | C     | Álex Fernández       |
| 9  | Honduras (bandiera)     | A     | Choco Lozano         |
| 10 | RD del Congo (bandiera) | A     | Theo Bongonda        |
| 11 | Spagna (bandiera)       | A     | Iván Alejo           |
| 12 | Cile (bandiera)         | C     | Tomás Alarcón        |
| 12 | Mali (bandiera)         | C     | Youba Diarra         |
| 13 | Spagna (bandiera)       | P     | David Gil            |
| 14 | Uruguay (bandiera)      | A     | Brian Ocampo         |
| 15 | Spagna (bandiera)       | C     | Lucas Pérez          |
| 15 | Spagna (bandiera)       | A     | Roger Martí Salvador |
| 16 | Spagna (bandiera)       | D     | Juan Cala            |
| 16 | Spagna (bandiera)       | A     | Chris Ramos          |

| N. |                      | Ruolo | Calciatore               |
| -- | -------------------- | ----- | ------------------------ |
| 17 | Australia (bandiera) | A     | Awer Mabil               |
| 17 | Argentina (bandiera) | C     | Gonzalo Escalante        |
| 18 | Spagna (bandiera)    | A     | Álvaro Negredo           |
| 19 | Spagna (bandiera)    | A     | Álvaro Giménez           |
| 19 | Spagna (bandiera)    | A     | Sergi Guardiola          |
| 20 | Spagna (bandiera)    | D     | Isaac Carcelén           |
| 21 | Paraguay (bandiera)  | D     | Santiago Arzamendia      |
| 22 | Uruguay (bandiera)   | D     | Alfonso Espino           |
| 23 | Spagna (bandiera)    | D     | Luis Hernández Rodríguez |
| 24 | Spagna (bandiera)    | C     | Fede San Emeterio        |
| 25 | Spagna (bandiera)    | D     | Jorge Meré               |
| 28 | Spagna (bandiera)    | C     | Martín Calderón          |
| 29 | Mali (bandiera)      | A     | Mamady Diarra            |
| 30 | Spagna (bandiera)    | D     | Carlos García            |
| 32 | Spagna (bandiera)    | D     | Víctor Chust             |
| 35 | Spagna (bandiera)    | A     | Pedro Benito             |
| 36 | Spagna (bandiera)    | C     | Antonio Blanco           |
| 37 | Argentina (bandiera) | D     | Lautaro Splatz           |
| 41 | Zambia (bandiera)    | C     | Francisco Mwepu          |
| 42 | Spagna (bandiera)    | A     | José Antonio de la Rosa  |

## Calciomercato

### Sessione estiva
| Acquisti | Acquisti          | Acquisti        | Acquisti                   |
| R.       | Nome              | da              | Modalità                   |
| -------- | ----------------- | --------------- | -------------------------- |
| A        | Theo Bongonda     | Genk            | definitivo (3 milioni €)   |
| A        | Brian Ocampo      | Nacional        | definitivo (1,9 milioni €) |
| D        | Rubén Alcaraz     | Real Valladolid | definitivo (1 milione €)   |
| D        | Víctor Chust      | Real Madrid     | definitivo (1 milione €)   |
| D        | Joseba Zaldúa     | Real Sociedad   | gratuito                   |
| A        | Awer Mabil        | Midtjylland     | gratuito                   |
| C        | Fede San Emeterio | Real Valladolid | gratuito                   |
| C        | Antonio Blanco    | Real Madrid     | prestito                   |

| Cessioni         | Cessioni         | Cessioni         | Cessioni      |
| R.               | Nome             | a                | Modalità      |
| ---------------- | ---------------- | ---------------- | ------------- |
| C                | Jens Jønsson     | AEK Atene        | gratuito      |
| A                | Salvi Sánchez    | Rayo Vallecano   | gratuito      |
| D                | Varazdat Haroyan | Anorthōsis       | gratuito      |
| C                | Alberto Perea    | Granada          | gratuito      |
| C                | Jorge Pombo      | Racing Santander | gratuito      |
| A                | Milutin Osmajić  | Vizela           | prestito      |
| A                | Álvaro Jiménez   | Las Palmas       | prestito      |
| A                | Iván Chapela     | Racing Santander | prestito      |
| C                | Martín Calderón  | Celta Vigo       | prestito      |
| D                | Raúl Parra       | Racing Santander | gratuito      |
| P                | Juan Flere       | Algeciras        | prestito      |
| Altre operazioni |                  |                  |               |
| R.               | Nome             | a                | Modalità      |
| D                | Carlos Akapo     |                  | svincolato    |
| A                | Nano Mesa        |                  | svincolato    |
| A                | David Mayoral    |                  | svincolato    |
| A                | Oussama Idrissi  | Siviglia         | fine prestito |
| A                | Florin Andone    | Brighton         | fine prestito |

#### Sessione invernale
| Acquisti | Acquisti          | Acquisti        | Acquisti                   |
| R.       | Nome              | da              | Modalità                   |
| -------- | ----------------- | --------------- | -------------------------- |
| A        | Chris Ramos       | Lugo            | definitivo (1,5 milioni €) |
| C        | Youba Diarra      | Salisburgo      | definitivo (1,1 milioni €) |
| A        | Roger Martí       | Elche           | n.d                        |
| A        | Sergi Guardiola   | Real Valladolid | prestito                   |
| C        | Gonzalo Escalante | Lazio           | prestito                   |
| D        | Jorge Meré        | América         | prestito                   |

| Cessioni | Cessioni       | Cessioni            | Cessioni                 |
| R.       | Nome           | a                   | Modalità                 |
| -------- | -------------- | ------------------- | ------------------------ |
| A        | Lucas Pérez    | Deportivo La Coruña | definitivo (1 milione €) |
| C        | Tomás Alarcón  | Real Saragozza      | prestito                 |
| C        | Awer Mabil     | Sparta Praga        | prestito                 |
| A        | Álvaro Giménez |                     | svincolato               |
| C        | Antonio Blanco | Real Madrid         | fine prestito            |

## Risultati

### Primera División

#### Girone di andata
| Arbitro: | de Mera Escuderos |

|  |           |          |
|  | Marcatori | 24’ Kubo |

| Arbitro: | Mateu Lahoz |

|                                  |           |  |
| Ávila 37’ (rig.) Oroz 79’ (rig.) | Marcatori |  |

| Arbitro: | Ortiz Arias |

|  |           |                                                   |
|  | Marcatori | 24’ I. Williams 56’, 90+3’ Guruzeta 78’ Berenguer |

| Arbitro: | Juan Luis Pulido Santana |

|                               |           |  |
| Iago Aspas 56’, 75’ Óscar 62’ | Marcatori |  |

| Arbitro: | Del Cerro Grande |

|  |           |                                                    |
|  | Marcatori | 55’ De Jong 65’ Lewandowski 86’ Fati 90+2’ Dembélé |

| Arbitro: | José María Sánchez Martínez |

|  |           |               |
|  | Marcatori | 90+2’ Negredo |

| Cadice 1 ottobre 2022, ore 14:00 CEST 7ª giornata | Cadice              | 0 – 0 referto | Villarreal | Stadio Nuovo Mirandilla (15 516 spett.)\| Arbitro: \| Iglesias Villanueva \| |
| Arbitro:                                          | Iglesias Villanueva |               |            |                                                                              |

| Arbitro: | Hernández Hernández |

|                           |           |                 |
| Chust 41’ Lucas Pérez 78’ | Marcatori | 51’, 67’ Joselu |

| Arbitro: | de Burgos Bengoetxea |

|                      |           |                  |
| Stuani 90+11’ (rig.) | Marcatori | 46’ Á. Fernández |

| Cadice 19 ottobre 2022, ore 19:00 CEST 10ª giornata | Cadice      | 0 – 0 referto | Real Betis | Nuevo Mirandilla (18 505 spett.)\| Arbitro: \| Mateu Lahoz \| |
| Arbitro:                                            | Mateu Lahoz |               |            |                                                               |

| Arbitro: | Muñiz Ruiz |

|                                                              |           |                   |
| Palazón 44’ (rig.) García 45+1’ Lejeune 63’, 89’ Camello 79’ | Marcatori | 82’ (aut.) Balliu |

| Arbitro: | Sánchez Martínez |

|                                       |           |                     |
| T. Bongonda 1’ Álex 81’ Sobrino 90+9’ | Marcatori | 85’, 89’ João Félix |

| Getafe 5 novembre 2022, ore 14:00 CEST 13ª giornata | Getafe              | 0 – 0 referto | Cadice | Coliseum Alfonso Pérez (10 554 spett.)\| Arbitro: \| Hernández Hernández \| |
| Arbitro:                                            | Hernández Hernández |               |        |                                                                             |

| Arbitro: | Soto Grado |

|                            |           |                 |
| Éder Militão 40’ Kroos 70’ | Marcatori | 81’ Lucas Pérez |

| Arbitro: | Martínez Munuera |

|                 |           |            |
| Lucas Pérez 83’ | Marcatori | 40’ Melero |

| Arbitro: | González Fuertes |

|  |           |               |
|  | Marcatori | 9’ R. Alcaraz |

| Arbitro: | Del Cerro Grande |

|           |           |           |
| Ocampo 7’ | Marcatori | 81’ Ponce |

| Arbitro: | Hernández Hernández |

|                    |           |  |
| Rakitić 89’ (rig.) | Marcatori |  |

| Arbitro: | Bengoetxea |

|                                      |           |  |
| Bongonda 10’ Á. Fernández 38’ (rig.) | Marcatori |  |

#### Girone di ritorno
| Arbitro: | Pizarro |

|                                     |           |               |
| Sancet 10’, 35’, 75’ Y. Álvarez 44’ | Marcatori | 25’ Escalante |

| Arbitro: | de Mera Escuderos |

|                               |           |  |
| Escalante 6’ S. Guardiola 34’ | Marcatori |  |

| Arbitro: | González Fuertes |

|                               |           |  |
| Roberto 43’ Lewandowski 45+1’ | Marcatori |  |

| Arbitro: | Muñiz Ruiz |

|                  |           |  |
| S. Guardiola 74’ | Marcatori |  |

| San Sebastián 3 marzo 2023, ore 21:00 CET 24ª giornata | Real Sociedad | 0 – 0 referto | Cadice | Reale Arena (28 733 spett.)\| Arbitro: \| Mateu Lahoz \| |
| Arbitro:                                               | Mateu Lahoz   |               |        |                                                          |

| Arbitro: | Hernández Hernández |

|                                   |           |                                     |
| Sobrino 39’ R. Alcaraz 82’ (rig.) | Marcatori | 61’ (rig.), 90+16’ (rig.) Enes Ünal |

| Arbitro: | Del Cerro Grande |

|                     |           |           |
| Melero 90+6’ (rig.) | Marcatori | 49’ Martí |

| Arbitro: | Soto Grado |

|  |           |                           |
|  | Marcatori | 51’ Ocampos 74’ En-Nesyri |

| Arbitro: | Cuadra Fernández |

|  |           |                              |
|  | Marcatori | 53’ (rig.) Alcaraz 59’ Ramos |

| Arbitro: | Gil Manzano |

|  |           |                       |
|  | Marcatori | 72’ Nacho 76’ Asensio |

| Cornellà de Llobregat 21 aprile 2023, ore 14:00 CEST 30ª giornata | Espanyol         | 0 – 0 referto | Cadice | RCDE Stadium (28 512 spett.)\| Arbitro: \| Martínez Munuera \| |
| Arbitro:                                                          | Martínez Munuera |               |        |                                                                |

| Arbitro: | Carlos Del Cerro Grande |

|  |           |                  |
|  | Marcatori | 62’ Rubén García |

| Arbitro: | De Burgos Bengoetxea |

|                                |           |          |
| Escalante 39’ S. Guardiola 46’ | Marcatori | 51’ Lino |

| Arbitro: | Soto Grado |

|                                                             |           |            |
| Griezmann 2’, 27’ Morata 49’ Carrasco 57’ (rig.) Molina 73’ | Marcatori | 72’ Lozano |

| Arbitro: | Sánchez Martínez |

|            |           |  |
| Maffeo 16’ | Marcatori |  |

| Arbitro: | Martínez Munuera |

|                   |           |  |
| Bongonda 69’, 76’ | Marcatori |  |

| Arbitro: | Pulido Santana |

|                    |           |  |
| Jackson 20’, 45+2’ | Marcatori |  |

| Arbitro: | de Burgos Bengoetxea |

|             |           |  |
| Sobrino 53’ | Marcatori |  |

| Arbitro: | Gil Manzano |

|          |           |               |
| Boyé 71’ | Marcatori | 10’ Escalante |

### Coppa di Spagna
| Arbitro: | Ortiz Arias |

|                                   |           |                             |
| Nacho 16’, 90+3’ Pérez Cuevas 79’ | Marcatori | 15’ Lucas Pérez 81’ Negredo |